# سانت أنجيلو ليموسانو
سانت أنجيلو ليموسانو (بالإيطالية: Sant'Angelo Limosano)‏ هي كومونا في مقاطعة كمبباسة في منطقة مليزة الإيطالية.